# Louis III le Jeune
Pour les articles homonymes, voir Louis III et Louis le Jeune.
Louis III dit « le Jeune », né vers 835 et mort le 20 janvier 882 à Francfort, issu de la dynastie des Carolingiens, fut roi de Francie orientale de 876 à sa mort.

## Biographie

### Origines
Louis III est le deuxième fils de Louis II le Germanique et de son épouse Emma de Bavière, fille du comte bavarois Welf Ier, l'ancêtre de la dynastie des Welf. Son père, l'un des petits-fils de Charlemagne, avait été designé roi de Bavière en 817. Après de longs conflits au sein des Carolingiens, le traité de Verdun conclu en août 843 établit la mainmise de Louis II sur la Francie orientale (la future « Germanie »). Le demi-frère de celui-ci, Charles le Chauve, l'oncle de Louis III, a reçu la Francie occidentale (la « France »).

Les royaumes francs après le partage de Verdun.

Dans les années 860, le règne de Louis le Germanique faisait face à une grave crise à la suite de l'échec d'une attaque contre la Francie occidentale de Charles le Chauve. Le frère aîné de Louis III, Carloman, se révolte contre son père. Puis, vers l'an 865, le roi Louis a décidé de faire la paix et de mettre en œuvre une répartition de ses domaines : Louis III doit régner sur les domaines d'Austrasie (Franconie) et de la Saxe, tandis que Carloman doit obtenir la Bavière et le frère cadet Charles le Gros devient souverain sur l'Alémanie. Quelques mois plus tard, toutefois, Louis III se révolte contre son père Louis le Germanique pour accroître son pouvoir. Les deux hommes se réconcilient grâce à la médiation de Charles le Chauve en octobre suivant, à Cologne. De plus, par le traité de Meersen conclu en 870, une grande partie de la Lotharingie reviendra au royaume de la Francie orientale.
Louis III était initialement fiancé à une fille d'Adalard le Sénéchal qui néanmoins fut disgracié par le roi Charles le Chauve. Vers 874, il épouse Liutgarde († 885), une fille du comte saxon Liudolf, l'ancêtre de la dynastie des Ottoniens.

### Roi de Francie orientale

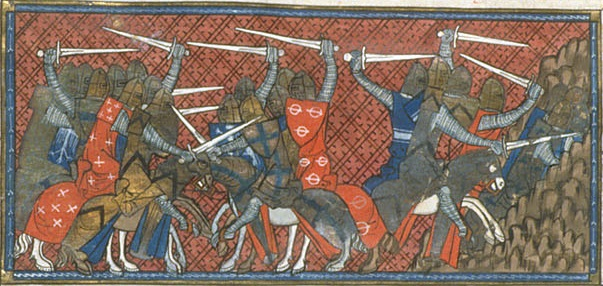
Miniature de la bataille d'Andernach (British Library, Royal 16 G f. 231v).

Lorsque Louis le Germanique meurt le 28 août 876, Louis le Jeune et ses frères lui succèdent. Peu après, leur oncle Charles le Chauve, méconnaissant le droit d'héritage, décide de dépouiller Louis III de ses terres en Lotharingie. Prétextant qu'il ne respectait pas les accords passés avec son père, il lève aussitôt un ost et marche vers le Rhin. Louis a d'abord recours à la prière, et se soumet à prouver, par trente témoins, qu’il n’a pas contrevenu à cet accord passé avec son père. Il fait ainsi subir l'épreuve de l'eau froide à dix de ses gens, celle de l'eau chaude à dix autres, et celle du fer chaud à dix autres encore. Ces trente personnes étant sorties saines et sauves de ces épreuves, ceci a l'avantage de persuader son armée, moins nombreuse, de la protection du ciel.
Charles le Chauve lui accorde une suspension d’armes pendant laquelle il jure de ne rien entreprendre ; mais continuant sa marche secrètement, il s’avance avec ses troupes pour le surprendre, avec l'intention de lui crever les yeux. Averti de cette perfidie par l’archevêque de Cologne, Louis se tient prêt à combattre, et parvient à infliger une sévère défaite à Charles II le Chauve le 8 octobre 876 à Andernach près de Coblence. À dater de cet événement, la rive gauche du Rhin resta liée à la Francie orientale.
Le fils de Charles le Chauve, Louis II le Bègue, roi d'Aquitaine depuis 867, devient souverain de la Francie occidentale après la mort de son père. Roi sans pouvoir, dominé par la puissance de l'aristocratie, il a la sagesse de conclure avec son cousin Louis III le Jeune un accord qui confirme le partage de la Lotharingie effectué par leurs pères en 870 au traité de Meerssen.
De santé fragile, Louis II le Bègue meurt le 11 avril 879. Après sa mort, Louis le Jeune veut s’emparer du trône de Francie occidentale, sous prétexte que les deux fils du roi, Louis III (roi de Francie occidentale et de Neustrie) et Carloman II (roi d’Aquitaine et de Bourgogne), n’étant pas légitimes, n’y avaient aucun droit (allusion au divorce et au remariage contestables de Louis II le Bègue). Il revendique la Lotharingie occidentale, que la Francie Occidentale a acquise en 870 par le traité de Meerssen. En 879, Louis le Jeune occupe presque entièrement la Lotharingie. Il pénètre dans la Champagne mais, repoussé avec pertes, il reprend en désordre la route de la Saxe.
En 880, apprenant que son frère aîné Carloman de Bavière était malade, il se rend en toute hâte auprès de lui pour le détourner de choisir pour successeur Arnulf, son fils naturel. Il réunit le royaume de Bavière à ses États, en cédant la Carinthie à Arnulf, qui doit s’en contenter.

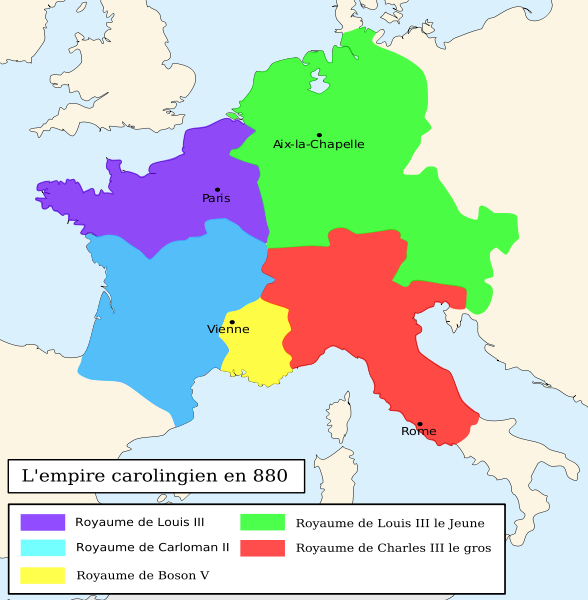
L'Empire carolingien en 880, d'après Ribemont ; la partie de Louis le Jeune est en vert.

À la même époque, les incursions des Normands (Vikings) dans la Flandre et le Brabant menaçaient à la fois Louis le Jeune, et les fils de Louis le Bègue, Louis III et Carloman II, décident d'une part, de faire cause commune contre les Vikings et d'autre part, négocient la neutralité de Louis le Jeune dans le conflit successoral qui les oppose à Hugues, fils illégitime de Lothaire II. Par le traité de Ribemont, les fils de Louis le Bègue lui cèdent leur part de la Lotharingie en échange de sa neutralité. Ce traité marquera pour le reste du Moyen Âge, la limite entre Francie occidentale et Francie orientale (Germanie).
La même année, Louis le Jeune rassemble toutes ses forces pour s’opposer aux Vikings. Il remporte sur eux une victoire écrasante en 881, devant la forêt Charbonnière de Thiméon (Thin) (près de Charleroi). Mais Hugues, fils naturel de Louis le Jeune, y est fait prisonnier et tué malgré une cessation des combats, ce qui affecte particulièrement Louis le Jeune . Quelques mois après, il est à son tour défait à Ebsdorff, dans le pays de Lunebourg. 
Les annales disent que Louis le Jeune mourut de chagrin le 20 février 882, à Francfort, où il s’était rendu pour lever de nouvelles troupes. Il fut inhumé près de son frère Carloman, dans l’abbaye de Lorsch ou Lauresheim.
Son frère Charles le Gros lui succéda en 882.

## Union et descendance
Louis le Jeune épouse Liutgarde de Saxe (sœur d'Otton Ier de Saxe, grand-père d'Otton Ier du Saint-Empire Cf. Liudolfides & Ottoniens), dont il a trois enfants :
- Hildegarde (v. 879-† 895) ;
- Louis (877-† 879) ;
- Bernard.

Louis le Jeune a également deux enfants illégitimes :
- Hugues (850/855 ?-† 880) ;
- Adalhard.